# Herrarnas spelartrupper i landhockey vid olympiska sommarspelen 2004
Herrarnas spelartrupper i landhockey vid olympiska sommarspelen 2004 bestod av tolv nationer.

## Grupp A

### Egypten
Coach: Asem Gad
| 1. Osama Hassanein 2. Ahmed Ramadan 3. Ahmed Mandour 4. Mohamed Kasbr 5. Amro Ibrahim 6. Ahmed Mohamed 7. Yasser Mohamed (c) 8. Ahmed Ibrahim | 1. Belal Enaba 2. Mohamed Sameh 3. Walid Mohamed 4. Adnan Ahmed 5. Amro Metwali 6. Mohamed El Mallah (GK) 7. Mohamed El Sayed 8. Sayed Hagag |

### Tyskland
Coach: Bernhard Peters
| 1. Clemens Arnold (GK) 2. Christian Schulte (GK) 3. Philipp Crone 4. Eike Duckwitz 5. Björn Michel 6. Sascha Reinelt 7. Christoph Eimer 8. Björn Emmerling | 1. Sebastian Biederlack 2. Tibor Weißenborn 3. Florian Kunz (c) 4. Timo Weß 5. Christoph Bechmann 6. Christopher Zeller 7. Matthias Witthaus 8. Justus Scharowsky |

### Storbritannien
Coach: Jason Lee
| 1. Simon Mason (GK) 2. Jimi Lewis (GK) 3. Rob Moore 4. Craig Parnham 5. Niall Stott 6. Tom Bertram 7. Mark Pearn 8. Jimmy Wallis | 1. Brett Garrard 2. Ben Hawes 3. Danny Hall 4. Mike Johnson 5. Guy Fordham 6. Barry Middleton 7. Graham Dunlop 8. Graham Moodie |

### Sydafrika
Coach: Kim Young-Kyu
| 1. Ko Dong-Sik 2. Ji Seung-Hwan 3. Kim Yong-Bae 4. Kang Seong-Jung 5. Yeo Woon-Kon 6. Kim Jung-Chul 7. Song Seung-Tae 8. Lim Jung-Woo | 1. Lee Jung-Seon 2. Han Hyung-Bae 3. Kim Jong-Min 4. You Hyo-Sik 5. Jeon Jong-Ha 6. Kim Kyung-Seok 7. Jang Jong-Hyun 8. Seo Jong-Ho |

### Pakistan
Coach: Roelant Oltmans
| 1. Ahmed Alam (GK) 2. Kashif Jawad 3. Mohammad Nadeem (c) 4. Ghazanfar Ali 5. Adnan Maqsood 6. Waseem Ahmad 7. Dilawar Hussain 8. Rehan Butt | 1. Sohail Abbas 2. Ali Raza 3. Mohammad Shabbir 4. Salman Akbar (GK) 5. Zeeshan Ashraf 6. Mudassar Ali Khan 7. Shakeel Abbasi 8. Tariq Aziz |

### Spanien
Coach: Maurits Hendriks
| 1. Bernardino Herrera (GK) 2. Santi Freixa 3. Francisco Fábregas 4. Juan Escarré 5. Alex Fábregas 6. Pablo Amat 7. Eduardo Tubau 8. Eduardo Aguilar | 1. Eduardo Tubau 2. Josep Sánchez 3. Víctor Sojo 4. Xavier Ribas 5. Albert Sala 6. Rodrigo Garza 7. Javier Bruses 8. David Alegre |

## Grupp B

### Argentina
Coach: Jorge Ruiz
| 1. Pablo Moreira (GK) 2. Juan Pablo Hourquebie 3. Maximiliano Caldas 4. Matias Vila 5. Ezequiel Paulón 6. Mario Almada 7. Carlos Retegui 8. Rodrigo Vila | 1. Tomás MacCormik 2. Jorge Lombi 3. Fernando Zylberberg 4. Germán Orozco 5. Matias Paredes 6. Juan Manuel Vivaldi 7. Lucas Rey 8. Lucas Cammareri |

### Australien
Coach: Barry Dancer
| 1. Jamie Dwyer 2. Liam de Young 3. Michael McCann 4. Troy Elder 5. Robert Hammond 6. Nathan Eglington 7. Mark Knowles 8. Michael Brennan | 1. Grant Schubert 2. Bevan George 3. Mark Hickman (GK) 4. Matthew Wells 5. Travis Brooks 6. Brent Livermore 7. Dean Butler 8. Stephen Mowlam (GK) |

### Indien
Coach: Gerhard Rach
| 1. Devesh Chauhan (GK) 2. Dilip Tirkey 3. Sandeep Singh 4. Ignace Tirkey 5. Prabjoth Singh 6. Deepak Thakur 7. Dhanraj Pillay 8. Baljit Singh Dhillon | 1. Gagan Ajit Singh 2. Adrian D'Souza 3. William Xalco 4. Viren Rasquinha 5. Arjun Halappa 6. Adam Sinclair 7. Harpal Singh 8. Vikram Pillay |

### Nederländerna
Coach: Terry Walsh
| 1. Guus Vogels (GK) 2. Rob Derikx 3. Geert-Jan Derikx 4. Erik Jazet 5. Floris Evers 6. Sander van der Weide 7. Ronald Brouwer 8. Taeke Taekema | 1. Marten Eikelboom 2. Jeroen Delmee (c) 3. Klaas Veering (GK) 4. Teun de Nooijer 5. Karel Klaver 6. Rob Reckers 7. Matthijs Brouwer 8. Jesse Mahieu |

### Nya Zeeland
Coach: Kevin Towns
| 1. Simon Towns (c) 2. Mitesh Patel 3. Darren Smith 4. Wayne McIndoe 5. Dion Gosling 6. Blair Hopping 7. Dean Couzins 8. Ryan Archibald | 1. Umesh Parag 2. Bevan Hari 3. Paul Woolford (GK) 4. Kyle Pontifex (GK) 5. Phillip Burrows 6. Hayden Shaw 7. James Nation 8. Gareth Brooks |

### Sydafrika
Coach: Paul Revington
| 1. David Staniforth (GK) 2. Craig Jackson (c) 3. Craig Fulton 4. Bruce Jacobs 5. Gregg Clark 6. Iain Evans 7. Emile Smith 8. Jody Paul | 1. Steve Evans 2. Eric Rose-Innes 3. Wayne Denne 4. Chris Hibbert (GK) 5. Ian Symons 6. Ryan Ravenscroft 7. Denzil Dolley 8. Greg Nicol |